# Churriguera
I Churriguera furono una famiglia di scultori e architetti di origine catalana, attivi soprattutto a Madrid e a Salamanca nel XVII e XVIII secolo.
Il principale esponente fu José Benito de Churriguera, scultore già conosciuto per le sue elaborate decorazioni architettoniche, in netto contrasto con la sobrietà del classicismo herreriano, e considerato l'iniziatore di uno stile tardo barocco che da loro prese il nome di churriguerismo. Era famoso per i suoi retablos in cui combinava colonne salomoniche e di ordine composito, come nella monumentale pala d'altare maggiore del convento di Santo Stefano a Salamanca.
Il fratello Joaquin fu invece l'architetto della cattedrale di Salamanca mentre Alberto progettò realizzò la Plaza Mayor,  terminata da Andrés García de Quiñones, e il Collegio di Calatrava.